# Брауэр, Дэвид
Дэвид Брауэр (англ. David Ross Brower; 1 июля 1912 года, Беркли, Калифорния, США — 5 ноября 2000 года, Беркли, Калифорния, США) — американский защитник дикой природы, основатель нескольких экологических организаций, в том числе Друзья Земли (англ. Friends of the Earth; 1969), League of Conservation Voters (1982), North Cascades Conservation Council и Конференция Земли (англ. Earth Conferences); публицист; руководитель Сьерра-Клуба (англ. Sierra Club Foundation; 1952—1969) и трижды член правления этой организации (1941—1953; 1983—1988; 1995—2000).

## Биография
С детства интересовался природой. Учился в Калифорнийском университете в Беркли, но не окончил его. Увлекался альпинизмом. Работал в туристической компании Yosemite Park & Curry Co., которая организовывала туры в Йосемитский национальный парк. Участвовал во Второй мировой войне в составе 10-й горнопехотной дивизии, воевал на итальянском фронте.
После войны стал экологическим активистом. В частности, Сьерра-Клуб, который он возглавил в 1952 году, боролся против строительства плотин на реке Колорадо на территории Национального памятника Динозавр, где были обнаружены многочисленные кости динозавров.
Во многом благодаря его усилиям в 1964 году был принят Закон о дикой природе. Был автором и составителем многих книг по охране дикой природы, был организатором первых (с 1949 года) американских конференций по охране дикой природы, сыгравших важную роль в развитии идеологии охраны дикой природы. Принимал участие в создании десятка национальных парков США. Ему принадлежит авторство лозунга «Думать глобально, действовать локально» и идея создания «Международного парка Земли» — охраняемой природной территории нового типа, смысл которой заключается в том, что этот объект не принадлежит одной стране, а находится в ведении авторитетной международной природоохранной организации.
Трижды выдвигался на Нобелевскую премию мира.

## Философия
Дэвид Брауэр считал, что охрана дикой природы — это своего рода религия, этика по отношению к Земле, «и эта религия есть, я считаю, наиболее близкой к буддийской».
Вслед за Генри Торо и Джоном Мюиром развил понятие «дикой природы», наполнив его этическими, религиозными, эстетическими и романтическими переживаниями:
Дикая природа — это место, где вы можете насладиться красотой, куда вы можете отправиться в путь пешком, и где ваш девятилетний сын Боб спросит: «Живут ли люди за теми горами?» И вы ответите: «Нет», и разделите его удовлетворение — «Это хорошо!»
Дэвид Брауэр одним из первых указал на принципиальное различие между «охраной дикой природы» и «рациональным использованием природных ресурсов».
По мнению Брауэра, «рациональное использование природных ресурсов» или, как говорят в США, «управление материальными ресурсами» или «мудрое использование» предусматривает, чтобы эти ресурсы можно дольше хранились.
Брауэр считает: «Мы знаем, — что как бы хорошо мы не управляли нашими материальными ресурсами и нашими сырьевыми материалами, время все равно предъявит свой счёт». «Рациональное использование природных ресурсов» по Брауэру означает «растягивание» на определённый период данного ресурса.
Но наступит время, когда ресурс истощится, или в лучшем случае, станет редкостью.
Поэтому симпатии Дэвида Броуэра направлены в такой природоохраны, когда дикую природу охраняют не как ресурс для человека, а ради неё самой, навсегда — защита от чего-либо, а не для чего-либо.
Оценивая состояние современной природоохраны Броуер заявляет: «Дикая природа, которой мы обладаем сейчас, является всей природой, которую мы и все остальные поколения будем иметь».
По его мнению, сейчас лучшее время для создания национальных парков и других охраняемых природных территорий в целях защиты дикой природы.
В будущем такая задача станет более тяжёлой, как физически так и финансово.
Он считал, что та территория дикой природы, которую экологи спасут в ближайшие десятилетия, будет всем, что останется потомкам.
Брауер всегда был против компромиссов в природоохранных вопросах.
Он любил повторять, что нам сейчас нужны такие защитники дикой природы, которые пытаются достичь невозможного и делают это, потому что не знают, что это невозможно.
Эколог неоднократно говорил, что верит в дикую природу исключительно для неё, верит в права живых существ, а не человека.
Друзья в шутку называли Брауера «друидом».